# Imbrasia
Genre
Imbrasia est un genre de lépidoptères (papillons) de la famille des Saturniidae.

## Liste des espèces
- Imbrasia anthina Zambie
- Imbrasia eblis Cameroun
- Imbrasia epimethea Cameroun
- Imbrasia ertli Zambie
- Imbrasia jamesoni Cameroun
- Imbrasia melanops (Bouvier) placé dans le genre Gonimbrasia
- Imbrasia oyemensis Cameroun et Tanzanie
- Imbrasia obscura Cameroun
- Imbrasia orientalis (Rougeot) Zambie
- Imbrasia pumila (Bouvier) synonyme de Imbrasia truncata aurivillius
- Imbrasia rectilineata Zambie
- Imbrasia truncata Cameroun
- Imbrasia wahlbergi callopthalma

## Utilisation

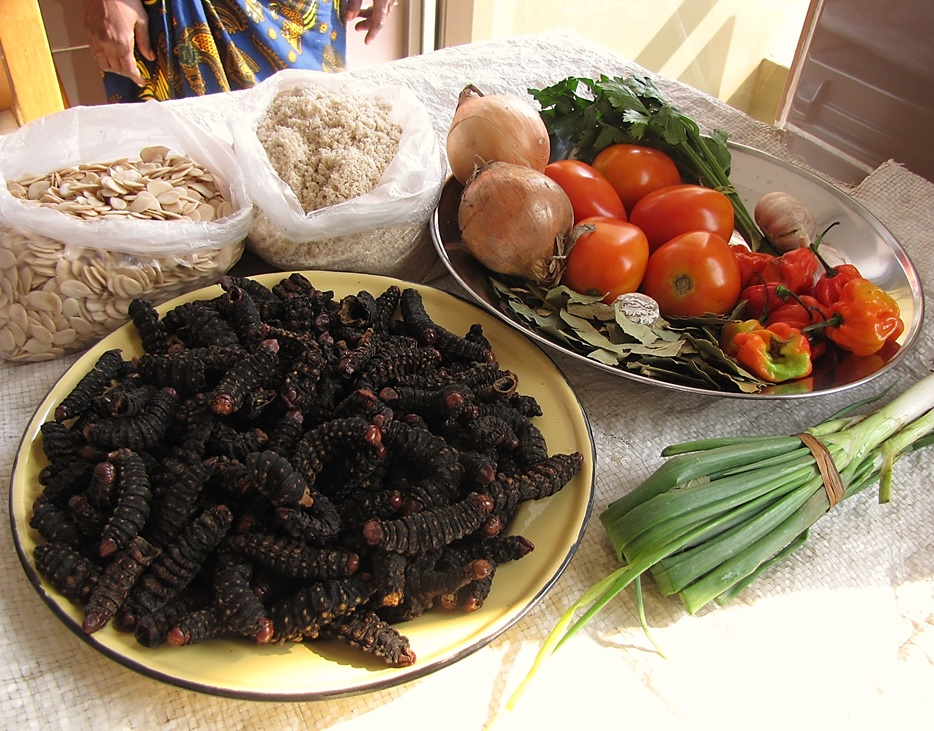
Imbrasia truncata utilisés pour la confection du mbika na mbinzo, servi avec du porridge (Kinshasa).